# Legio I Macriana liberatrix

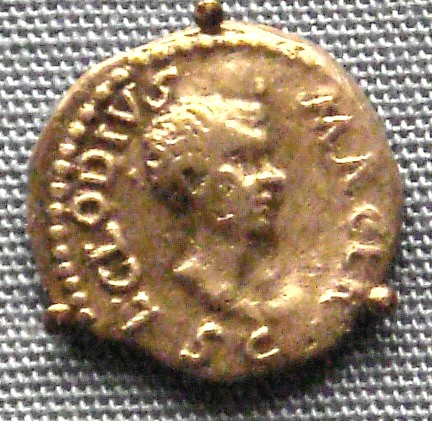
Une pièce représentant Lucius Clodius Macer

Legio I Macriana libératrix (Macriana est une référence à son fondateur, Macer) est une légion romaine levée en Afrique par le gouverneur Lucius Clodius Macer en 68.

## Présentation
Le but de la légion était d'unir sos forces avec la Legio III Augusta lors de la rébellion de Galba contre l'empereur Néron. Néron fini par se suicider et Galba devint le nouvel empereur. Mais il regardait avec méfiance Macer, craignant une révolte contre lui-même. Macer a été tué en 69 et la legio I Macriana libératrix a été dissoute. L'emblème de la légion est inconnu.